# Florian Schröder (Politiker)
Florian Schröder (* 1975 in Halle (Saale)) ist ein deutscher Politiker (AfD). Er ist seit 2021 Abgeordneter im Landtag von Sachsen-Anhalt.

## Leben
Schröder besuchte die Realschule und schloss diese 1991 ab. Anschließend machte er eine Ausbildung zum Industriemechaniker und leistete Wehrersatzdienst. Daraufhin absolvierte er eine Ausbildung zum Automobilverkäufer. Ab 1997 arbeitete er im Vertrieb von BMW und Audi. Er ist Mitglied des Verwaltungsrates der Saalesparkasse.

## Politik
Schröder trat 2015 der AfD bei. Er ist Mitglied des Vorstandes des AfD-Kreisverbandes Saalekreis.
Seit 2016 ist er Mitglied des Gemeinderates von Petersberg und dort Vorsitzender der AfD-Fraktion. Seit 2019 ist er Mitglied des Kreistages des Saalekreises und  dort stellvertretender Vorsitzender er AfD-Fraktion.
Bei der Landtagswahl in Sachsen-Anhalt 2021 kandidierte er für das Direktmandat im Landtagswahlkreis Saalekreis und auf Platz 17 der Landesliste der AfD. Er verpasste das Direktmandat bei 24,6 % der Erststimmen, zog jedoch über die Landesliste in den Landtag ein. In der achten Wahlperiode des Landtages ist er ordentliches Mitglied des Ausschusses für Inneres und Sport sowie des Ausschusses für Landwirtschaft, Ernährung und Forsten.

## Privates
Schröder ist verheiratet, hat drei Kinder und wohnt in Petersberg.